# Wiederfeld
Wiederfeld ist eine Ortschaft und eine Katastralgemeinde der Gemeinde Waidhofen an der Thaya-Land im Bezirk Waidhofen an der Thaya in Niederösterreich.

## Geschichte
Laut Adressbuch von Österreich waren im Jahr 1938 in Wiederfeld zwei Landwirte mit Direktvertrieb ansässig.

## Siedlungsentwicklung
Zum Jahreswechsel 1979/1980 befanden sich in der Katastralgemeinde Wiederfeld insgesamt 17 Bauflächen mit 10.735 m² und 28 Gärten auf 10.465 m², 1989/1990 gab es 18 Bauflächen. 1999/2000 war die Zahl der Bauflächen auf 62 angewachsen und 2009/2010 bestanden 23 Gebäude auf 55 Bauflächen.

## Bodennutzung
Die Katastralgemeinde ist landwirtschaftlich geprägt. 148 Hektar wurden zum Jahreswechsel 1979/1980 landwirtschaftlich genutzt und 44 Hektar waren forstwirtschaftlich geführte Waldflächen. 1999/2000 wurde auf 125 Hektar Landwirtschaft betrieben und 66 Hektar waren als forstwirtschaftlich genutzte Flächen ausgewiesen. Ende 2018 waren 118 Hektar als landwirtschaftliche Flächen genutzt und Forstwirtschaft wurde auf 67 Hektar betrieben. Die durchschnittliche Bodenklimazahl von Wiederfeld beträgt 23 (Stand 2010).